# CAMP (doaのアルバム)
『CAMP』（キャンプ）は、2020年12月2日、GIZA Studioから発売されたdoaの12枚目のアルバム。規格品番はGZCA-5301。

## 概要
“CAMP＝人が集う場所”というテーマのもと、なかなか会えない状況下にあっても、音楽によって人と人とのつながりや気持ちを集うことができればという思いで制作した。
徳永暁人のアルバム「Route 109」と同時発売。

## 収録曲
全作曲・編曲：徳永暁人
1. Grasshopper
作詞：大田紳一郎　Lead vocal：吉本大樹
12th配信シングル。3ヶ月連続配信シングル第一弾として配信された。
様々な状況において自分と向き合いながら、自分を奮い立たせてくれるような内容となっている曲。
2. Camp
作詞：徳永暁人　Lead vocal：徳永暁人
13th配信シングル。3ヶ月連続配信シングル第二弾として配信された。
「Chill out」をテーマとしたメロディに乗せて、キャンプ初心者の大切な人を連れていく主人公の姿を描いた曲。
3. 1日早いクリスマス
作詞：徳永暁人　Lead vocal：吉本大樹
14th配信シングル。3ヶ月連続配信シングル第三弾として配信された。
doaとしては初となる「クリスマス」をテーマにした曲[2]。
世間よりも早い特別なクリスマスを過ごそうとする主人公の姿を描いた曲。
4. ゆらゆら
作詞：徳永暁人　Lead vocals：doa
5. Good Night
作詞：徳永暁人　Lead vocal：徳永暁人
6. Wait a Minute!
作詞：徳永暁人　Lead vocals：doa
7. サボテンの花
作詞：徳永暁人・大田紳一郎　Lead vocal：徳永暁人
8. SAMURAI
作詞：吉本大樹　Lead vocal：吉本大樹
テレビ東京系列『たけしのニッポンのミカタ!』2021年1月〜3月期エンディングテーマ。
9. BLEACH
作詞：大田紳一郎　Lead vocal：大田紳一郎
10. JOY
作詞：吉本大樹　Lead vocal：吉本大樹
11. Vacation
作詞：吉本大樹　Lead vocal：徳永暁人
12. ロング＆ワインディングロード
作詞：大田紳一郎　Lead vocal：吉本大樹